# Komet Nicollet-Pons
Komet Nicollet-Pons ali  C/1821 B1 je komet, ki sta ga 21. januarja 1821 skoraj istočasno odkrila francoski matematik in raziskovalec Joseph Nicolas Nicollet (1786–1843) v Parizu na Kraljevem observatoriju in Jean-Louis Pons (1761–1831) v Marlii v Italiji ter 25. januarja istega leta Jean-Jacques Blanpain (1777–1843) prav tako v Marseillu.

## Značilnosti
Komet je imel parabolično tirnico. Soncu se je najbolj približal 22. marca 1821, ko je bil na razdalji približno 0,05 a.e. od Sonca.
Največja magnituda kometa je bila -7. Komet je bil najbliže Zemlji 23. marca 1921 na razdalji 0,927 a.e.
Nekateri trdijo, da je komet Nicollet-Pons starševsko telo za meteorski roj Kanis Minoridov (vidi se jih od 4. do 15. decembra), vendar to še ni potrjeno.